# Ando Masahashi
Pour les articles homonymes, voir Ando.
Ando Masahashi est un personnage de fiction du feuilleton télévisé américain Heroes (NBC), interprété par James Kyson Lee. 

## Son histoire

### Volume 1: Genesis
Ando est le meilleur ami d'Hiro Nakamura et l'accompagne dans sa quête. C'est également un des personnages sur qui l'aventure aura une grande influence dans les actes mais pas dans la personnalité profonde : Ando restera toujours Ando même dans les moments sombres. Il n'a pas de pouvoir particulier jusqu'au dernier épisode du volume 3 où il obtient, par injection de la formule, le pouvoir d'amplifier les pouvoirs de tous ceux qu'il touche. Son principal point faible sont les femmes : il assiste à des séances de striptease sur Internet par le biais d'une webcam. L'actrice de ces stripteases est Niki Sanders. Ando est un personnage attachant n'apportant pas énormément à l'intrigue mais qui aidera beaucoup Hiro qu'il soutient moralement.
Au début de l'intrigue, il ne croit pas Hiro. Ce dernier sauvera une fillette en arrêtant le temps et lui montrera la bande dessinée 9th wonders! pour lui prouver ses dires. Ando l'accompagne d'abord mi-étonné, mi-suspicieux. À Las Vegas, il tente de monnayer le pouvoir d'Hiro en trichant dans les casino. Leur « chance » et leur victoire contre un riche mauvais joueur leur attirera des ennuis. Ando tentera de partir et retrouvera Niki qui le remballe en lui disant qu'il n'est qu'un client. Il retourne auprès de Hiro.
Après diverses aventures et mésaventures, il rencontrera « Esperanza» (espoir en espagnol), une jeune employée de Linderman, qui lui fera tourner la tête. Elle leur promet de leur faire rencontrer son patron mais les arnaquera en utilisant la naïveté d'Ando au grand dam de Hiro. Après cet épisode, Hiro renvoie pour la première fois Ando au Japon mais il resta, permettant ainsi à Hiro de voler le katana de Kensei.
Vient alors le voyage dans le futur qui le changera radicalement. Découvrant la prophétie de sa mort, la quête de Hiro commence à l'obséder et commencera à motiver Hiro à continuer. Il finit par se faire acteur de la quête de Hiro en se mettant en chasse de Sylar. Et même, quand il croit qu'Hiro est prêt à renoncer, Ando s'attaque seul à Sylar. Hiro l'évacue de justesse alors que Sylar allait le tuer, et lui demande de ne plus intervenir, le combat final étant trop dangereux pour un humain ordinaire.

### Volume 2: Générations
Au début du volume, Ando et Kaito se trouvent à New York où ils attendent Hiro. Un jour, Kaito annonce à Ando qu'il va mourir et lui demande de lui rapporter un katana afin de pouvoir se défendre. Ando voit fugitivement Angela Petrelli puis ramène un katana avant d'assister à l'assassinat du vieil homme par un inconnu. Matt Parkman l'interroge ensuite puis Ando retourne au Japon pour travailler.
Il découvre alors qu'Hiro a laissé des messages dans le sabre de Kensei et parvient à suivre ses aventures dans le passé. Lorsqu'Hiro revient dans le présent, son ami lui annonce la mort de son père avant d'assister avec lui à l'enterrement du vieux japonais. Voulant venger ce dernier, Hiro demande de l'aide à Ando et les deux hommes font des découvertes sur la Compagnie. Hiro découvre que l'assassin est Kensei, surnommé Adam Monroe, puis quitte son ami afin de le retrouver.

### Volume 3: Les Traîtres
Ando est présent lorsque Daphné Milbrook vole la moitié de la formule à Hiro puis accompagne celui-ci à Paris où la voleuse parvient à nouveau à leur échapper. Ils la localisent près d'un cinéma et volent l'autre moitié de la formule à l'Haïtien avant de se la faire voler par la jeune femme. Le Haïtien les emmène à la Compagnie où ils rencontrent Angela Petrelli qui leur ordonne d'aller libérer Adam Monroe. Une fois cette tâche accomplie, les trois hommes vont dans un bar où l'immortel parvient à leur échapper.
Les japonais sont ensuite rejoints par Daphné et Knox, et décident se faire engager par Pinehearst afin d'en stopper le dirigeant. Pour prouver sa loyauté, Hiro fait semblant de tuer Ando. Par la suite, leur mission les amène en Afrique où ils doivent recruter Usutu. Ce dernier fait faire un voyage spirituel à Hiro avant d'être tué par Arthur Petrelli qui téléporte les deux hommes dans un bowling en faisant en sorte qu'Hiro ait l'âge mental de 10 ans. Ils vont dans un magasin de bd puis voient Matt Parkman et Daphné avant que cette dernière s'en aille.
Ils la retrouvent chez elle puis les japonais reviennent dans le magasin où ils découvrent quoi faire. Après qu'Hiro s'est téléporté, Ando, Matt et Daphné découvrent qu'il est coincé dans le temps. Daphné ramène de Pinehearst une fiole de la formule puis Ando se l'injecte et apprend que son pouvoir est un chargeur. Associé à celui de Daphné, ils parviennent à voyager dans le temps et à sauver Hiro. Daphné et Hiro se rendent ensuite à Pinehearst, prennent la formule des mains de Tracy et l'emmènent avec eux pour la détruire.

### Volume 4: Les Fugitifs
Hiro tente de convaincre Ando d'être un héros mais ce dernier n'est pas d'accord et s'en va. Lorsque son ami se fait enlever, Ando retrouve Daphné qui lui annonce que Matt a aussi été enlevé. Ils les localisent et découvrent qu'un projet gouvernemental vise à capturer les spéciaux. Ando retrouve par la suite Peter Petrelli, Mohinder Suresh, Matt et Hiro et ils décident de s'allier contre le gouvernement. Hiro et Ando vont en Inde où ils parviennent à sauver une jeune indienne de son mari puis reçoivent un message de Rebelle qui leur ordonne de sauver Matt Parkman. 
À Los Angeles, ils réalisent que Rebelle désignait le bébé de Matt et rencontrent l'ex-femme de celui-ci, Janice. Le bébé rend son pouvoir à Hiro puis ils affrontent les agents venus les enlever. Les japonais parviennent à leur échapper puis sauvent Matt de Danko et lui présentent son fils. Dans le but de stopper définitivement le gouvernement, Hiro et Ando vont au bâtiment 26 et libèrent les héros emprisonnés. Ils retrouvent Peter, Matt, Mohinder, Angela, Claire, Bennet ainsi que Nathan, qui est en réalité Sylar, afin de brûler le corps de Sylar, qui est en fait celui d'un spécial pouvant changer d'apparence.

### Volume 5: Rédemption
Hiro et Ando ont monté une société "Dial a Hero", où ils joignent leurs pouvoirs pour venir en aide aux gens avec les fonds de Yamagato Industries, ce qui n'est pas du goût de Kimiko. Ando s'inquiète également de la maladie de Hiro, qui est incurable et lui fait perdre le contrôle de son pouvoir.
Après un voyage involontaire de Hiro dans le passé où il a changé un simple événement, Ando et Kimiko vivent en couple désormais.
Ando accompagne Hiro dans le combat contre Samuel et assiste à la révélation de Claire au sujet des spéciaux.

### Futurs Alternatifs
Dans l'épisode 1x20 5 ans plus tard, on découvre qu'Ando est mort durant l'explosion.
Dans l'épisode 3x02 L'effet papillon, on voit Ando au Japon alors qu'il demande la formule à Hiro. Après le refus de ce dernier, Ando lui envoie une décharge électrique rouge, le tuant sur le coup. Il semble qu'Ando travaille pour la compagnie Pinehearst. On voit ici une erreur, car Ando ne devait recevoir ses pouvoirs qu'après s'être injecté un pouvoir, cependant pour cela, il fallait que la formule soit réunie avec le catalyseur, or, ce ne semble pas être le cas puisque Hiro l'a en sa possession.

## Pouvoirs
Son pouvoir ne lui vient pas de ses origines; il l'a acquis par injection. 
- Au départ, sa capacité est d'envoyer des éclairs rouges qui, comme il le croit au début, peuvent uniquement charger et décupler les pouvoirs des autres personnes : Matt Parkman a ainsi pu entendre les pensées de toutes les personnes d'une ville et Daphné Millbrook a pu bouger à une vitesse 1000 fois supérieure, lui permettant de voyager dans le temps.
- Il pourra ensuite se servir de ses éclairs pour envoyer des décharges.